# Folken på jorden har olika färg
Folken på jorden har olika färg är en psalm med text skriven 1974 av Margareta Melin och musik skriven samma år av Lars Åke Lundberg.

## Publicerad i
- Psalmer och Sånger 1987 som nr 700 under rubriken "Tillsammans i världen".[1]